# ريغي كانون
ريغي كانون (بالإنجليزية: Reggie Cannon)‏ (11 يونيو 1998 بشيكاغو في الولايات المتحدة - ) هو لاعب كرة قدم أمريكي في مركز الدفاع. لعب مع نادي دالاس.

## وصلات خارجية
- ريغي كانون على موقع الدوري الأمريكي (الإنجليزية)
- ريغي كانون على موقع قاعدة بيانات كرة القدم.إي يو (الإنجليزية)
- ريغي كانون على موقع ناشيونال فوتبول تيمز (الإنجليزية)
- ريغي كانون على موقع Soccerbase.com (لاعب) (الإنجليزية)
- ريغي كانون على موقع Soccerway.com (الإنجليزية)
- ريغي كانون على موقع عالم كرة القدم.نت (الإنجليزية)